# Huehuetoca
Huehuetoca är en ort i Mexiko, och huvudorten i Huehuetoca kommun i delstaten Mexiko. Huehuetoca ligger i den centrala delen av landet och tillhör Mexico Citys storstadsområde. Orten hade 11 948 invånare vid folkmätningen 2010.

## Galleri

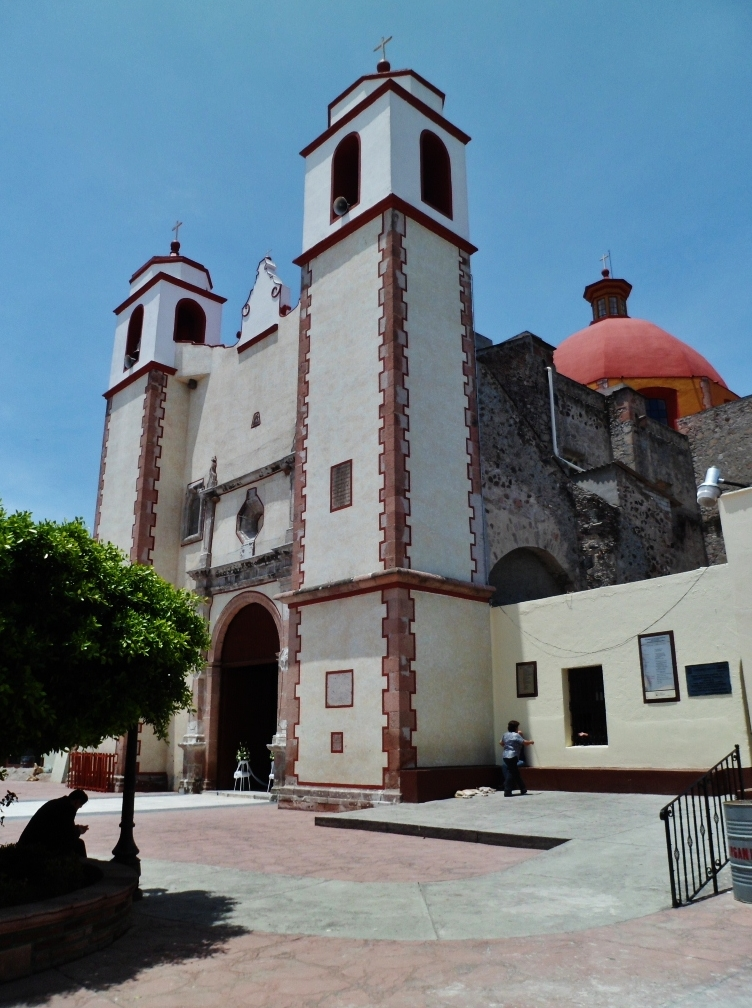
Kyrkan Iglesia San Pablo Apóstol (svenska: Sankt Paulus-kyrkan).
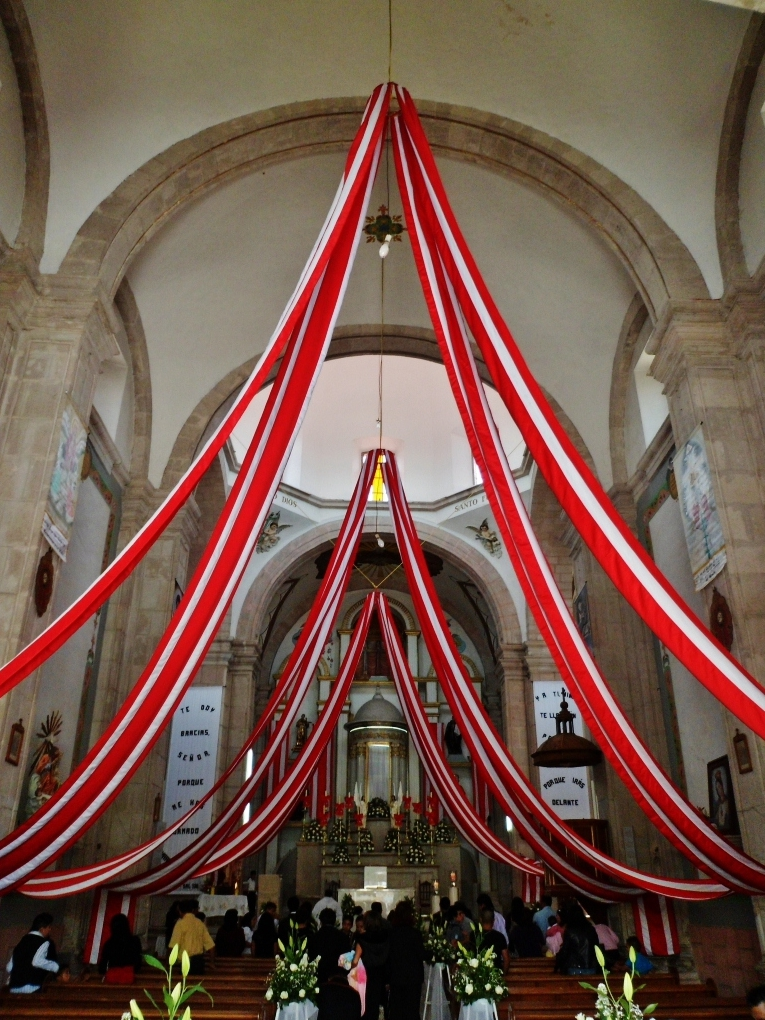
Iglesia San Pablo Apóstol, interiör.
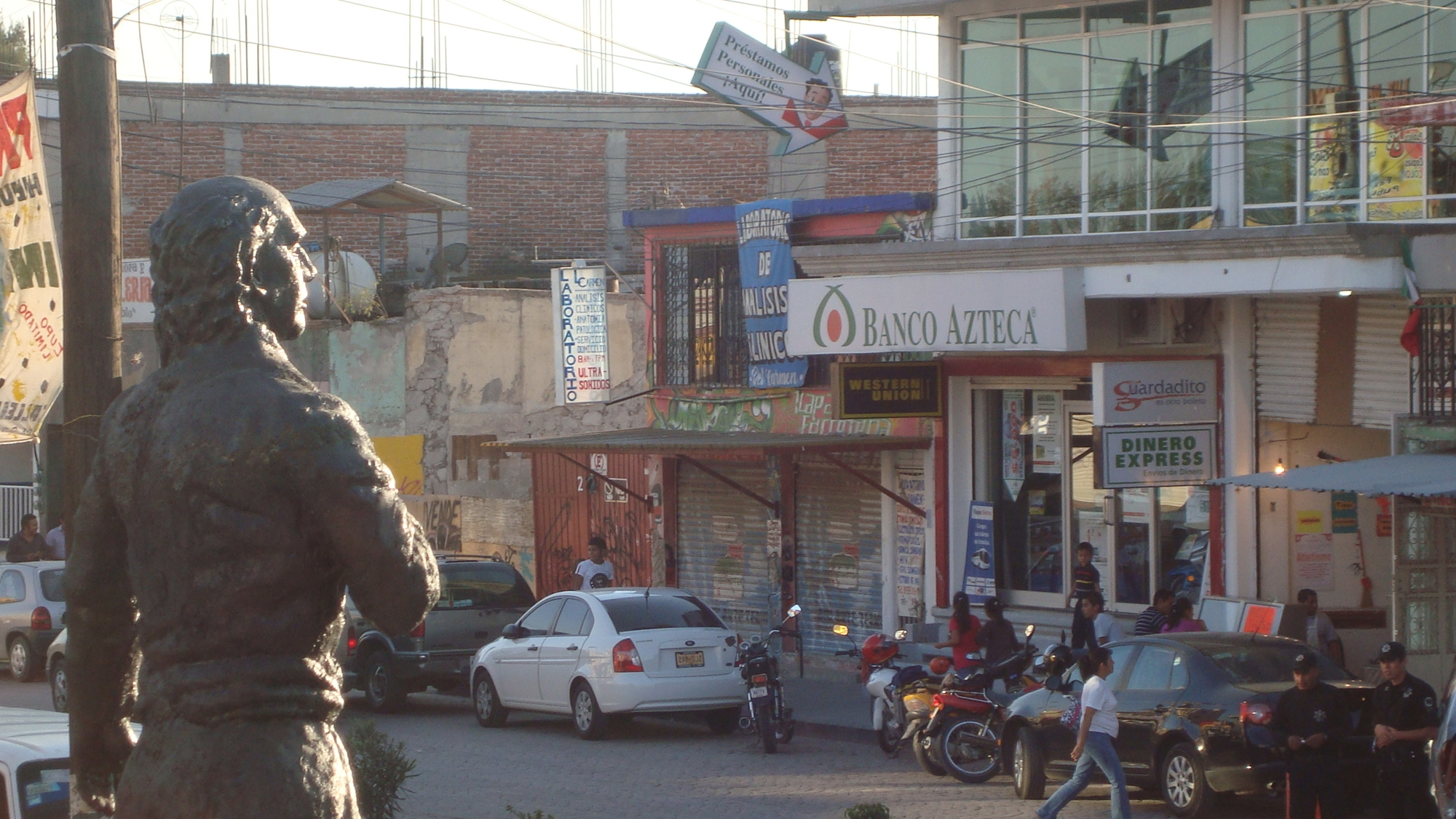
Centralt.
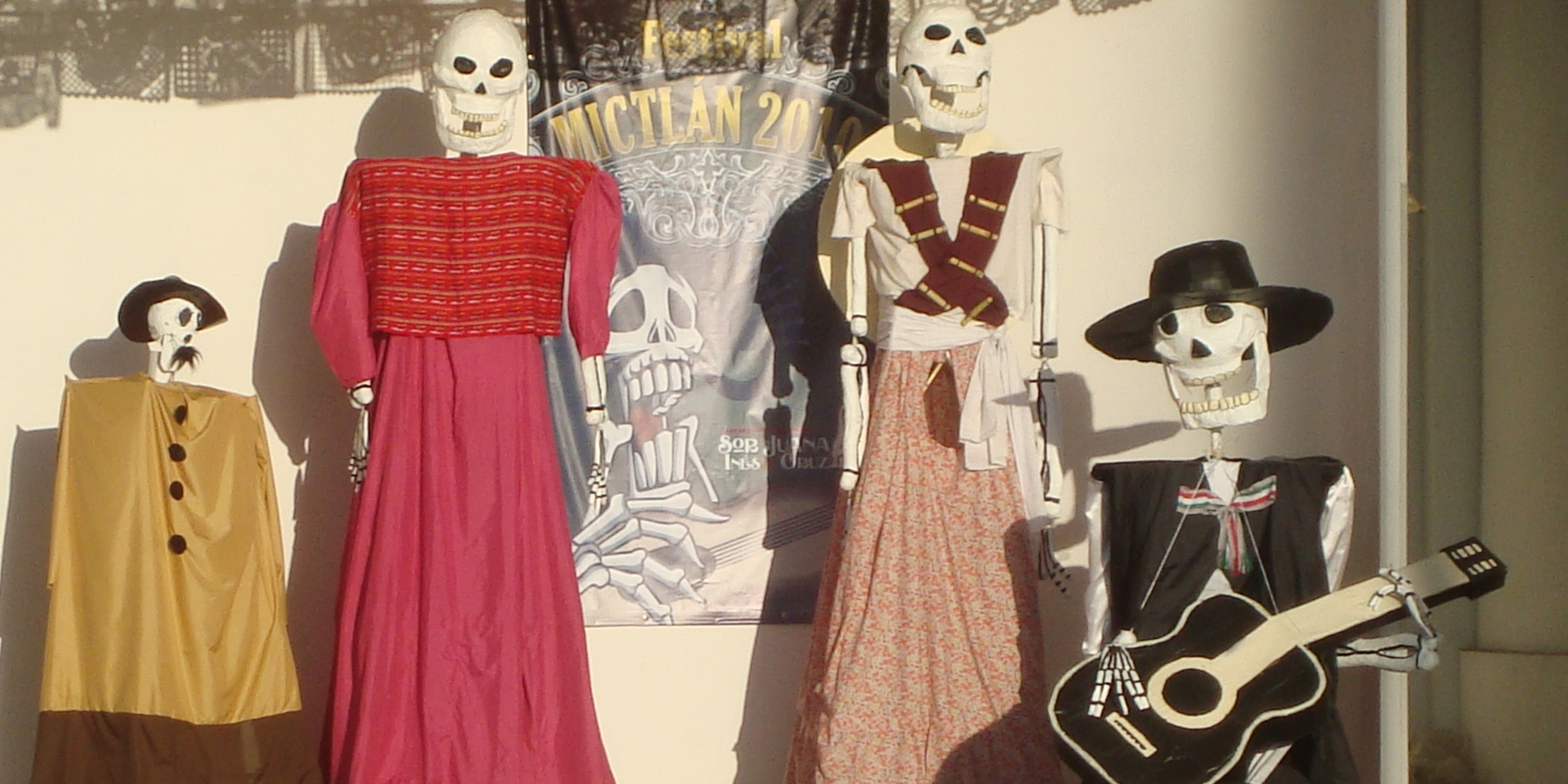
Día de los Muertos-figurer, så kallade Mojigangas.
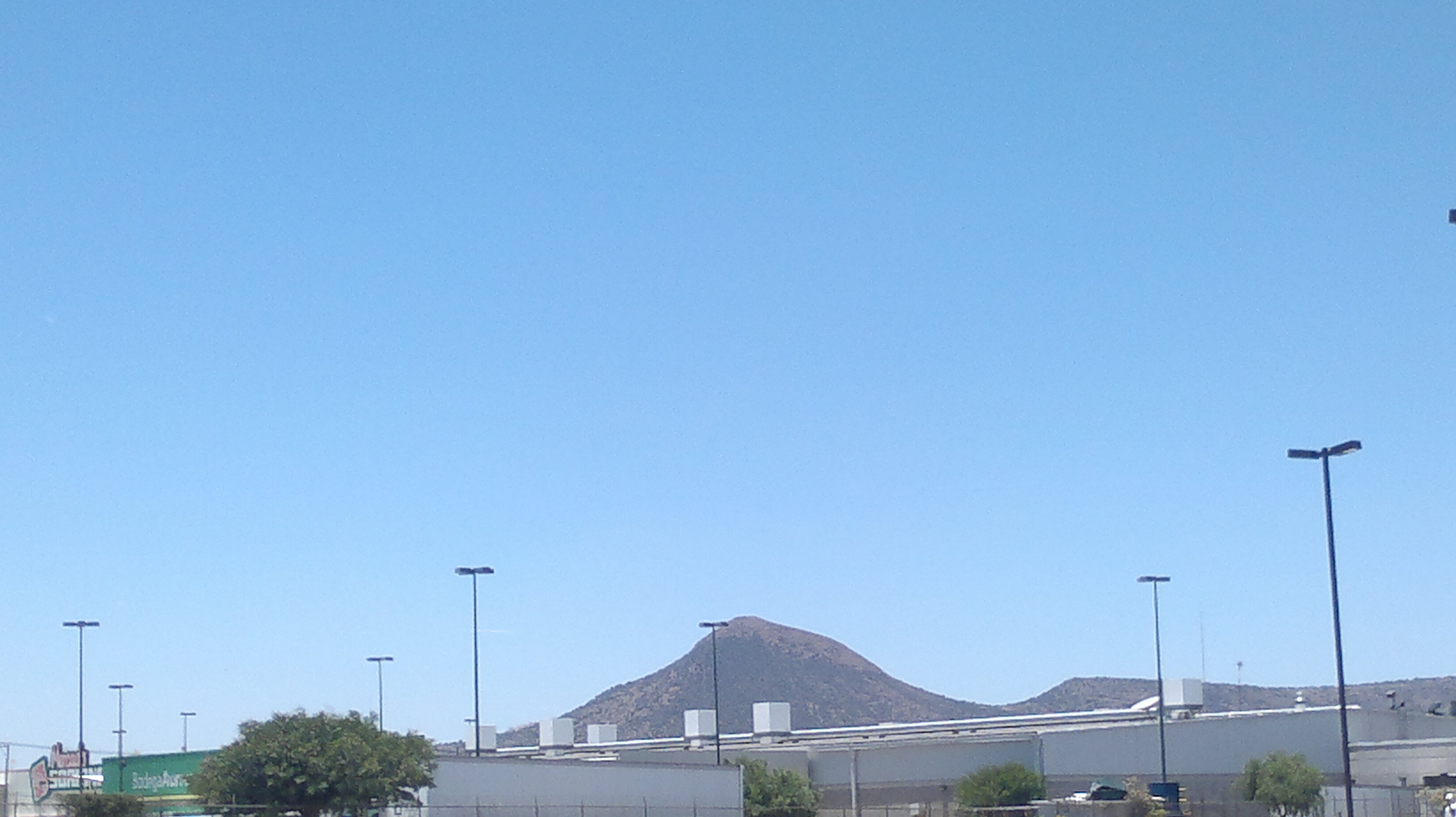
Berget Cerro de Huehuetoca.